# Saint-Omer Open 2014
Het Saint-Omer Open 2014 is een golftoernooi van de Europese Challenge Tour. Het toernooi telde tot dit jaar ook mee voor de  Europese PGA Tour, waardoor het prijzengeld € 500.000 was. Nu het toernooi alleen voor de Challenge Tour meetelt, is het prijzengeld gezakt naar € 200.000.
In 2014 is de officiële naam Najeti Hotels et Golfs Open gebleven. Het wordt gespeeld van donderdag 12 t/m zondag 15 juni. Titelverdediger is Simon Thornton, die in 2013 de play-off won van Tjaart Van der Walt, daarmee € 83,330 verdiende en speelrecht op de Europese - en Challenge Tour tot eind 2015. De winnaar van 2014 krijgt alleen speelrecht op de Challenge Tour tot eind 2016.
Voor de golfwereld is dit een belangrijke week, aangezien het US Open wordt gespeeld.

## Pro-Am
In de Pro-Am deden drie teams mee met gehandicapte spelers, w.o. Vincent Gauthier-Manuel, die zijn linkerarm mist en drie medailles won op de Paralympische Winterspelen 2014. 
De golfclub heeft de afgelopen jaren de paden en tees zo aangepast dat zij toegankelijk zijn voor rolstoelen en wil in mei 2015 een internationaal toernooi organiseren voor 100 gehandicapte spelers. Een maand eerder organiseert de club een interland tussen Frankrijk en Engeland.

## Verslag
De par van de baan is 71. Er doen 154 spelers mee.

### Ronde 1 en 2
Er doen vijf Nederlanders en drie Belgen mee, alleen Wil Besseling speelde donderdag onder par. Julien Guerrier noteerde een score van -6 en ging aan de leiding. Zijn tweede ronde ging slechter.  

Vrijdagochtend kwam de 24-jarige Jordi García Pinto na een ronde van 65 aan de leiding. Hij speelt sinds 2012 op de Challenge Tour en staat nummer 1 op de Ranking (CTR) maar heeft nog nooit een toernooi op de Challende Tour gewonnen. Taco Remkes eindigde als beste Nederlander op de 18de plaats.

### Ronde 3
Er stond meer wind dus het was moeilijker om goed te scoren. Carlos Aguilar, Ross McGowan en Lorenzo Gagli waren de  drie spelers die toch een ronde van -3 maakten, dat bracht Aguilar naar de tweede plaats, McGowan maar de 3de en Gagli naar de 7de plaats. De twee landgenoten spelen samen de laatste ronde met McGowan.

### Ronde 4
Het grootste gevaar voor García Pinto kwam van de kant van Lorenzo Gagli, die na hole 9 nog maar 1 slag achter de Spanjaard stond. Beiden maakten een birdie op hole 10. Op hole 11, een par 3, maakte Gagli een 5 en was het verschil weer opgelopen tot drie slagen. Mark Tullo speelde de eerste negen holes in -4 en leek ook in de buurt te komen, maar hij speelde de tweede negen in +3. Slechts vijf spelers scoorden onder de 70. De voormalige jeugdkampioen van Spanje behaalsde de overwinning.
- Scores

| Naam               | CTR | OWGR | Score R1 | Score R1 | Nr   | Score R2 | Score R2 | Totaal | Nr  | Score R3 | Score R3 | Totaal | Nr  | Score R4 | Score R4 | Totaal | Nr  |
| ------------------ | --- | ---- | -------- | -------- | ---- | -------- | -------- | ------ | --- | -------- | -------- | ------ | --- | -------- | -------- | ------ | --- |
| Jordi García Pinto | 1   | 330  | 71       | par      | T24  | 65       | -6       | -6     | 1   | 71       | par      | -6     | 1   | 70       | -1       | -7     | 1   |
| Carlos Aguilar     | 85  | 1002 | 73       | +2       | T74  | 68       | -3       | -1     | T10 | 68       | -3       | -4     | 2   | 71       | par      | -4     | 2   |
| Lorenzo Gagli      | 40  | 561  | 72       | +1       | T44  | 71       | par      | +1     | T33 | 68       | -3       | -2     | T7  | 71       | par      | -2     | T3  |
| Scott Henry        | 145 | 390  | 68       | -3       | T2   | 74       | +3       | par    | T18 | 71       | par      | par    | T17 | 69       | -2       | -2     | T3  |
| Lloyd Kennedy      | 46  | 562  | 71       | par      | T24  | 70       | -1       | -1     | T10 | 70       | -1       | -2     | T7  | 71       | par      | -2     | T3  |
| Mark Tullo         | 159 | 563  | 72       | +1       | T    | 71       | par      | +1     | T   | 71       | par      | +1     | T22 | 68       | -3       | -2     | T3  |
| Andrea Rota        | 147 | 876  | 69       | -2       | T4   | 69       | -2       | -4     | T2  | 72       | +1       | -3     | T3  | 72       | +1       | -2     | T3  |
| Berry Henson       | =   | 401  | 72       | +1       | T    | 70       | -1       | par    | T18 | 72       | +1       | +1     | T22 | 69       | -2       | -1     | 8   |
| David Law          | 77  | 1208 | 68       | -3       | T2   | 71       | par      | -3     | 5   | 72       | +1       | -2     | T7  | 73       | +2       | par    | T9  |
| Ross McGowan       | 42  | 681  | 71       | par      | T24  | 71       | par      | par    | T18 | 68       | -3       | -3     | T3  | 75       | +4       | +1     | T12 |
| Tain Lee           | 105 | 1557 | 69       | -2       | T4   | 71       | par      | -2     | T6  | 70       | -1       | -3     | T3  | 75       | +4       | +1     | T12 |
| Alessandro Tadini  | 62  | 748  | 70       | -1       | T16  | 68       | -3       | -4     | T2  | 74       | +3       | -1     | T13 | 73       | +2       | +1     | T12 |
| Chris Hanson       | 258 | 896  | 68       | -3       | T2   | 72       | +1       | -2     | T6  | 70       | -1       | -3     | T3  | 77       | +6       | +3     | T25 |
| Christopher Mivis  | 59  | 1082 | 75       | +4       | T116 | 68       | -3       | +1     | T33 | 73       | +2       | +3     | T35 | 71       | par      | +3     | T29 |
| Daniel Gaunt       | 189 | 454  | 68       | -3       | T2   | 70       | -1       | -4     | T2  | 77       | +6       | +2     | T29 | 73       | +2       | +4     | T35 |
| Julien Guerrier    | 23  | 522  | 65       | -6       | 1    | 76       | +5       | -1     | T10 | 74       | +3       | +2     | T29 | 75       | +4       | +6     | T43 |
| Taco Remkes        | 170 | 1518 | 71       | par      | T24  | 71       | par      | par    | T18 | 73       | +2       | +2     | T29 | 76       | +5       | +7     | T48 |
| Wil Besseling      | 98  | 662  | 70       | -1       | T16  | 73       | +2       | +1     | T33 | 77       | +6       | +7     | T59 | 74       | +3       | +10    | T58 |
| Hugues Joannes     | 20  | 667  | 73       | +2       | T74  | 73       | +2       | +4     | MC  |          |          |        |     |          |          |        |     |
| Tim Sluiter        | 175 | 576  | 72       | +1       | T44  | 75       | +4       | +5     | MC  |          |          |        |     |          |          |        |     |
| Guillaume Watremez | 158 | 1557 | 75       | +4       | T116 | 75       | +4       | +8     | MC  |          |          |        |     |          |          |        |     |
| Robin Kind         | 122 | 1278 | 76       | +5       | T128 | 75       | +4       | +9     | MC  |          |          |        |     |          |          |        |     |
| Duncan Stewart     | 258 | 574  | 68       | -3       | T2   | 84       | +13      | +10    | MC  |          |          |        |     |          |          |        |     |
| Maarten Lafeber    | 54  | 938  | 77       | +6       | T136 | 76       | +5       | +11    | MC  |          |          |        |     |          |          |        |     |

| Leider |  | Toernooirecord |  | CTR = Challenge Tour Ranking |  | OWGR |  | MC = missed cut = cut gemist |

## Spelers
| Challenge Tour - Carlos Aguilar - Björn Åkesson - Byeong-hun An - Phillip Archer - Connor Arendell - Scott Arnold - Jason Barnes - Ken Benz - Filippo Bergamaschi - Wil Besseling - Alexander Björk - Cyril Bouniol - Christophe Brazillier - Steven Brown - Robert Coles - Dave Coupland - Rhys Davies - Matteo Delpodio - Jack Doherty - Agustin Domingo - Bradley Dredge - Edouard Dubois - Pelle Edberg - Jamie Elson - Edouard Espana - Ben Evans - Jens Fahrbring - Oliver Farr - Oscar Florén - Matt Ford - Florian Fritsch - Lorenzo Gagli - Jordi García Pinto - Daniel Gaunt - Daniel Gavins - Luke Goddard - Jean-Baptiste Gonnet - Julien Guerrier - Mark F Haastrup - Chris Hanson - Scott Henry - Berry Henson - Antonio Hortal - Jeppe Huldahl - Sam Hutsby - Niclas Johansson - Andrew Johnston - Michael Jonzon - Alexandre Kaleka | - Lloyd Kennedy - Jesper Kennegard - Robin Kind - Maarten Lafeber - Joakim Lagergren - Jérôme Lando Casanova - David Law - Tain Lee - Jesus Legarrea - Niklas Lemke - Thomas Linard - Sam Little - Chris Lloyd - Michael Lorenzo-Vera - Paul Maddy - Andrew Marshall - Richard McEvoy - Ruaidhri McGee - Paul McKechnie - George Murray - Thomas Nørret - Pedro Oriol - Chris Paisley - Jason Palmer - Terry Pilkadaris - Niccolo Quintarelli - Jocke Rask - Taco Remkes - Jake Roos - Andrea Rota - Raymond Russell - Zane Scotland - Gareth Shaw - Callum Shinkwin - Joel Sjöholm - Tim Sluiter - Anthony Snobeck - Oscar Stark - Duncan Stewart - Brandon Stone - Alessandro Tadini - Steven Tiley - Mark Tullo - Damian Ulrich - Tjaart Van der Walt - Daniel Vancsik - Simon Wakefield - Pontus Widegren - Oliver Wilson | Franse PGA - Frederic Abadie - Arnaud Abbas - Fer Adarraga - Clement Batut - Adrien Bernadet - Alan Bihan - David Bobrowski - Wallace Booth - Guillaume Cambis - Sixto Casabona-Navarro - Baptiste Chapellan - Frédéric Cupillard - François Delamontagne - Pedro Figueiredo - Thomas Fournier - Sebastian García Rodriguez - Carlos Garrido - Thomas Grava - Julien Grillon - Benjamin Hebert - Nicolas Joakimides - Ales Korinek - Eduardo Larrañaga - Kenny Le Sager - Johann Lopez Lazaro - Jeff Luquin - Callum MacAulay - Ahmed Marjan - Ross McGowan - Nicolas Meitinger - Christopher Mivis - Cesar Monasterio - Jon Andrea Nodér - Pierrick Peracino - Damien Perrier - Bruno Petit - Clement Rameaux - Pierre Relecom - Mervin Ricchi - Charles-Edouard Russo - Jamie Rutherford - Faycal Serghini - Joel Stalter - Jean-Pierre Verselin - Borja Virto - Lionel Weber - Jack Wilson | Invitaties - Jeff Winther - Matthew Southgate - Ondrej Lieser - Lasse Jensen - Eirik Tage Johansen Amateurs - Marc Rodriguez Calassou - Nicolas Singer WAGR 4074 |

Nicolas Singer speelt alleen toernooien in Frankrijk. In 2008 won hij het Open de Normandie - Alps.

1990 ·
1991 ·
1992 ·
1993 ·
1994 ·
1995 ·
1996 ·
1997 ·
1998 ·
1999 ·
2000 ·
2001 ·
2002 ·
2003 ·
2004 ·
2005 ·
2006 ·
2007 ·
2008 ·
2009 ·
2010 ·
2011 ·
2012 ·
2013 ·
2014